# Pauly & C. - Compagnia Venezia Murano
Pauly & C. | CVM - Compagnia Venezia Murano, azienda veneziana, è una vetreria artistica di Murano fondata più di 150 anni fa. 
La denominazione nasce dalla fusione avvenuta nel 1919 tra Pauly & C., fondata nel 1902, e la Compagnia di Venezia e Murano, fondata nel 1866. 
L'azienda incorpora anche il marchio della storica MVM Cappellin & C, azienda acquisita nel 1932 insieme ai disegni ed i cataloghi. Nel 1990 la Pauly & C. | CVM - Compagnia Venezia Murano ha acquisto anche la vetreria Toso Vetri d'Arte.
Nelle sue vetrerie si sono formati due generazioni di maestri vetrai, alcuni dei quali, dopo aver imparato l'arte del vetro ed aver sviluppato le proprie qualità, in tempi diversi, se ne distaccarono per fondare proprie vetrerie e le principali firme del vetro di Murano: quali Barovier, Seguso, Toso.

## Storia dell'azienda: le origini
La più antica "CVM - Compagnia di Venezia e Murano” fu fondata nel 1866 dal diplomatico ed archeologo inglese Sir Austen Henry Layard, dallo storico ed antiquario inglese Sir William Drake e dall'avvocato vicentino Antonio Salviati, che ne assunse la direzione. Nell'estate dello stesso anno la società aprì il suo primo showroom a Londra, al 431 di Oxford Street.
Inizialmente denominata Salviati & C, nel 1872 la società cambiò nome in “The Venice and Murano Glass and Mosaic Company Limited”; nel 1877 Austen Henry Layard liquidò Antonio Salviati che uscito dalla società fondò la ditta Salviati Dott. Antonio che oggi dopo varie trasformazioni è l'attuale "Barovier & Toso"
La “Compagnia di Venezia e Murano” sotto la direzione di Antonio Salviati e l'impulso di Layard fu l'artefice della rinascita del vetro artistico di Murano. Grazie ai capitali inglesi, di cui altre vetrerie non disponevano, si concentrò ed investì sul recupero delle antiche tecniche di produzione e lavorazione del vetro.

## Fine Ottocento: la rinascita del vetro veneziano
Austen Henry Layard e la “Compagnia di Venezia e Murano” mossi dalla volontà di recuperare tecniche abbandonate da tempo investirono ingenti capitali in ricerca e sperimentazione avvalendosi sia della collaborazione dei migliori tecnici compositori dell'epoca, quali Luigi Dalla Venezia, Andrea Rioda, Vincenzo Moretti, sia del il talento de migliori maestri vetrai, quali Antonio Seguso, Isidoro Seguso, Giovanni Barovier e Giuseppe Barovier, sia delle capacità di consulenti artistici chiamati da fuori e specializzati in altre arti, quali i fratelli romani, orafi e collezionisti di antichità, Alessandro ed Augusto Castellani, il pittore francese Giuseppe Devers o l'incisore romano Attilio Spaccarelli.
Al pittore Giuseppe Devers fu affidato il ruolo di maestro di smalti e doratura a fuoco sul vetro ed a lui si deve il recupero della decorazione a smalti fusibili. Nel 1870 Giuseppe Devers ed il maestro Antonio Seguso riuscirono a riprodurre, dopo più di 400 anni, la cosiddetta “Coppa Barovier” che fu decorata dal pittore a smalto Leopoldo Bearzotti.
Il grande desiderio di Austen Henry Layard era, però, quello di recuperare la tecnica di produzione dei vetri romani e pre-romani a mosaico, "le cronache dell'epoca raccontano di un instacabile Austen Henry Layard, non più giovane, che passava giornate intere tra i fumi delle fornaci insieme ai tecnici ed ai maestri controllandone i risultati e stimolandone il lavoro di ricerca".
Nel 1872, dopo dieci anni di sforzi e tentativi, Vincenzo Moretti, affiancato dai fratelli Alessandro ed Augusto Castellani, dopo quasi duemila anni, recupera l'antica tecnica e riproduce i vetri romani che saranno conosciuti in tutto il mondo col nome di murrine.
Nel 1878 la “Compagnia di Venezia e Murano” presentò le murrine all'Esposizione universale di Parigi. Il successo fu tale che le murrine divennero il simbolo della produzione vetraria muranese e veneziana.
Nel 1884 l'incisore Attilio Spaccarelli realizzò dei vasi, dalla tecnica complessa, a due strati vitrei di colore diverso, incisi a rilievo ad imitazione dei vetri a cammeo romani del I secolo a.C. e del I secolo d.C.; due esemplari unici sono ancora oggi conservati al Museo del vetro.
“La Compagnia di Venezia e Murano”, negli stessi anni, ripropose i "Fenici", i calici draghi o serpenti ispirati al Seicento, i “lattimi”, le “filigrane”, i vetri opalescenti ed era in grado di preparare vetri di rara qualità, come “avventurina”, “calcedonio”, “rosso rubino”, i suoi maestri superarono in perizia i loro predecessori e resero impossibile distinguere la nuova produzione da quella antica.

## La produzione musiva
“La Compagnia di Venezia e Murano” sul finire dell'Ottocento realizzò nel mondo mosaici di rilevante importanza. Al mosaicista romano Enrico Podio, fu affidata la gestione e l'organizzazione del laboratorio musivo di “Palazzo Barbarigo”, sede della società.
Esempi, ancora oggi visibili, dell'importanza storico artistica e delle capacità musiva della “Compagnia di Venezia e Murano” sono: il mosaico della cappella del Gonville and Caius College a Cambridge realizzato nel 1870; il mosaico della libreria del Palazzo del Congresso di Washington disegnato realizzato su cartoni disegnati dal pittore statunitense Vedder Elihu; il ciclo musivo per la chiesa di San Paolo dentro le Mura a Roma, disegnato dall'artista inglese Edward Burne-Jones e realizzato nel 1880; i mosaici realizzati per il Victoria and Albert Museum, per l'Albert Memorial in Londra disegnati da John R. Clayton ed i mosaici della Cattedrale di Westminster sempre a Londra; i mosaici della Council House, i mosaici realizzati nel 1880 per il Chamberlain Memorial di Birmingham ed il complesso ciclo musivo di Palazzo Barbarigo (sede della Compagnia) realizzato su disegni del pittore Giulio Carlini ancora oggi visibile attraversando il ponte dell'Accademia verso San Marco.
Di particolare rilievo storico il ritratto a mosaico del presidente Abraham Lincoln donato da Antonio Salviati e prodotto dalla “Compagnia di Venezia e Murano” nel 1866 agli Stati Uniti ancora oggi esposto nelle stanze del Senato degli Stati Uniti.
Di notevole interesse anche i ritratti, sempre in micromosaico, conservati al museo vetrario di Murano, tra cui quelli di Giuseppe Garibaldi, Vittorio Emanuele II, di Camillo Benso di Cavour, di Antonio Salviati, dell'Abate Vincenzo Zanetti, fondatore dello stesso museo, e di Dante Alighieri. Altri ritratti sono presenti a Genova, nel rinascimentale Palazzo Tursi, sede del comune, dove sono esposti quelli di Cristoforo Colombo e Marco Polo, recanti iscrizioni inneggianti all'unità d'Italia.

## Le grandi esposizioni di fine Ottocento
La fine del secolo è contraddistinta dalla nascita delle grandi esposizioni internazionali dove la “Compagnia di Venezia e Murano” fu sempre presente, vincendo, grazie ai suoi artisti e maestri vetrai, innumerevoli premi per le proprie opere.
Nel 1867, un anno dopo la fondazione, partecipò all'Esposizione Universale di Parigi dove mise in mostra un vasto assortimento di oggetti in vetro soffiato: bicchieri, calici, anfore, cruets, vasi. Per le proprie opere vinse una medaglia d'oro, tre medaglie d'argento ed ebbe quattro menzioni. In quella occasione il governo prussiano ordinò per il suo Museo Industriale una copia di tutti i più bei vetri della “Compagnia di Venezia e Murano”.
Nel 1871 partecipò all'Esposizione Marittima di Napoli ed alla Esposizione di Trieste presentando un numero consistente di opere classiche.
Nel 1873 all'Esibizione Internazionale di Vienna la “Compagnia di Venezia e Murano” ed i suoi maestri vetrai trionfarono vincendo 13 premi nel settore delle arti decorative.
Nel 1878 all'Esposizione Universale di Parigi arrivò la consacrazione internazionale grazie alla presentazione al pubblico delle prime “murrine”, che divennero negli anni a venire il simbolo dell'arte vetraia muranese e veneziana.
Nel 1881 all'Esposizione nazionale di Milano la Compagnia di Venezia e Murano espose i primi vetri “fenici” realizzati con soffiatura ma imitanti i vetri a nucleo friabile pre-romani.
Nel 1893 all'Esposizione colombiana di Chicago, trasportò, da Venezia, circa duemila opere e sulla Midway Pleasance ricreò una fornace per mostrare al pubblico americano la tecnica della produzione del vetro soffiato. I critici americani descrissero così l'esposizione della “Compagnia di Venezia e Murano”: “le opere della - The Venice and Murano Glass and Mosaic Company Limited - in mostra, rappresentano l'intera storia vetraria di tutti i popoli e di tutti i tempi”.
Nel 1895 la “Compagnia di Venezia e Murano” partecipò alla prima Biennale di Venezia: esponendo nelle varie sezioni esemplari di stile artistico molto elaborati. Nella sezione dei soffiati esibì “graffiti” e “fenici” del maestro Giovanni Serena, di Isidoro Seguso, un reliquiario di Giovanni Nason. Vincenzo Moretti venne premiato per i “murrini” e per le composizioni delle paste vitree con cui erano foggiati i modelli archeologi, mentre il romano Attilio Spaccarelli vide riconosciuta la sua abilità di intagliatore per i vasi a cammeo.
Alla Biennale di Venezia del 1903 la “Compagnia di Venezia e Murano” arredò la sala stampa e l'annesso fumoir dove vennero disposti dei vetri realizzati su disegno del pittore Raffaele Mainella: vetri soffiati di forme classicheggianti e lampadari, uno costituito da un insieme di sei cesendelli cilindrici vagamente orientaleggianti e l'altro, simile, con una struttura metallica a corono da cui scendevano dei globi poliformi che ottennero un enorme successo.

## I primi del Novecento: la fondazione di Pauly & C. e la fusione con la Compagnia di Venezia e Murano
Nel 1902 venne fondato da Emilio Pauly, Alessandro Hirscber Hellman, Vittorio Emanuele Toldo ed Ernesto Graziadei lo "stabilimento", si definivano così i grandi showrooms veneziani dell'epoca, “Pauly & C." in Palazzo Trevisan Cappello vicino a San Marco, accessibile dal Ponte dei Consorzi e che fu la sede della società fino al 2007, prima di essere chiusa per restauri. Nel 1907 titolari dello stabilimento rimasero solo Alessandro Hirscber Hellman e Vittorio Emanuele Toldo.
La “Compagnia di Venezia e Murano” nel 1900 venne ceduta dai soci inglesi, eredi dei fondatori, al veneziano Testolini, commerciante che possedeva i negozi in piazza San Marco, che ancora oggi sono le vetrine veneziane dalla “Pauly & C. | CVM - Compagnia Venezia Murano”.
Nel 1909 “Compagnia di Venezia e Murano” cessò la produzione a Murano, mantenendo l'attività commerciale degli showrooms dei negozi.
Nel 1919 sia la “Pauly & C” sia la “Compagnia di Venezia e Murano” furono acquistate dalla Società Anonima Sanitaria di Milano che nel 1920 le cedette al commendatore milanese Gaetano Ceschina, che le fuse con dando alla società l'attuale denominazione “Pauly & C. Compagnia Venezia Murano” mantenendo sia i negozi in piazza San Marco sia l'esposizione di Palazzo Travisan Cappello, mentre l'antico Palazzo Barbarigo fu trasformato nella residenza privata della famiglia Ceschina.

## Gli anni Venti
Nel 1925 lo stabilimento “Pauly & C. | CVM - Compagnia Venezia Murano” riaprì la propria vetreria a Murano, in piazzale della Colonna, nella zona antistante l'approdo dei vaporetti. Era una fornace “dimostrativa”, ma non tanto piccola in realtà e quindi in grado di dare luogo ad una normale produzione. Nella fornace si producevano lievi soffiati di grandi dimensioni di stile classico.
Ripresero le collaborazioni, da allora mai interrotte, con artisti ed i migliori maestri vetrai di Murano.
In quegli anni Guido Balsamo Stella, pittore ed incisore di fama internazionale disegna e produce, su commissione per “Pauly & C. - Compagnia Venezia Murano” opere di notevole pregio.
Nasce la collaborazione con l'artista, designer ed arredatore Umberto Bellotto, con cui la “Pauly & C. - Compagnia Venezia Murano” si presenta alla Triennale di Monza del 1925.
Nel 1927, sempre a Monza, “Pauly & C.- Compagnia Venezia Murano” ed Umberto Bellotto esposero in una personale opere dalle forme déco di derivazione cubista a sfere sovrapposte, a coni, profilate da scuri cordoni e adorne di anse, egualmente contrastanti, lisce o rostrate, in cui il vetro di base era cristallo puro o a bolle regolarmente disposte. Umberto Bellotto oltre ai vasi in ferro con strutture in ferro e vetro, tipici della sua produzione, realizzò per l'esposizione tipici soffiati dalle forme schematiche e profilature ad anse lisce o dentellate in vetro scuro.

## Gli anni Trenta
La produzione vetraria tradizionale muranese negli anni trenta riprese nuovo vigore trascinata dalla creatività muranese grazie alle nuove forme essenziali imposte dall'affermarsi del design moderno.
Proprio all'inizio degli anni trenta inizia la collaborazione con il designer, pittore e ceramista Flavio Poli, con cui la “Pauly & C. - Compagnia Venezia Murano” espose alla Biennale di Venezia del 1932 presentando tre “affascinanti semplificazione figure di animali soffiati” (tigre, delfino e gabbiano) ed un vaso con coperchio dalle linee essenziali. Negli anni successivi la collaborazione continuò e Flavio Poli disegnò per “Pauly & C. - Compagnia Venezia Murano” dei soffiati leggeri.
Di particolare rilievo storico il monumentale centrotavola di cristallo veneziano in forma di giardino all'italiana, ancora oggi di proprietà della “Pauly & C. - Compagnia di Venezia e Murano”, prodotto nel 1931 e che fu utilizzato dal regime fascista e Benito Mussolini durante la visita di Hitler in Italia.
Nel 1933 la “Pauly & C.|Compagnia di Venezia e Murano” acquisì da Giacomo Cappellin la vetreria “MVM Cappellin & C.”, conosciuta col nome di Maestri Vetrai Muranesi.
Giacomo Cappellin era stato il fondatore insieme a Paolo Venini della “Cappellin Venini & C." nel 1921, con cui si era distinto per l'innovazione e l'integrazione di opere di design dal gusto moderno nel tradizionale processo vetrario muranese.

## Gli anni quaranta e cinquanta
Finita la guerra la “Pauly & C. - Compagnia Venezia Murano” riprende l'attività. In quegli anni la società si caratterizza per la produzione e l'allestimento di grandi lampadari per i principali palazzi europei come il lampadario realizzato per il Palazzo del Quirinale a Roma, alto più di 6 metri; il lampadario per il Palazzo del Vaticano, sempre a Roma; il lampadario per il Palazzo Reale di Copenaghen o quello per l'Hotel Royal Danieli di Venezia.
Nasce negli anni cinquanta la collaborazione con il maestro Anzolo Fuga e Francesco Andolfato, sublime incisore, che realizzò opere moderne per manifestazioni espositive e su commissione. La collaborazione durò fino alla fine degli anni 90, quando Francesco Andolfato si ritirò dall'attività. Negli ultimi anni la sua attività si rivolse esclusivamente alla rivisitazione della produzione classica veneziana, creando figurazioni finemente eseguite su lievi soffiati di una grazia déco vicina allo stile di Balsamo Stella.
Nasce in quegli anni anche il legame, che durerà per tutta la sua vita, con il maestro Alfredo Barbini, considerato uno dei più grandi artisti di Murano. Alfredo Barbini, per anni, ha fornito alla “Pauly & C.|Compagnia di Venezia e Murano" le sue migliori collezioni.

## Gli anni sessanta e settanta
Nei primi anni '60 Alfredo Barbini insieme allo scultore Napoleone Martinuzzi, ormai anziano, realizzarono in esclusiva per “Pauly & C. - Compagnia Venezia Murano” nuove opere in pasta, le uniche firmate a graffito dai due artisti, e riedizioni di alcune opere dello scultore degli anni '30.
Nel 1963 il commendatore Gaetano Ceschina vendette l'azienda alla Famiglia Barbon la quale nel 1976 la cedette ad Andrea Boscaro, che la gestì fino al 2005.
Nella seconda metà degli anni '60 nasce la collaborazione esclusiva tra “Pauly & C. - Compagnia Venezia Murano” ed il professore Enzo Scarpa, pittore e designer, che sarà l'artefice del recupero di disegni storici, rivisti in chiave moderna, e di opere scultoree di vetro che caratterizzeranno la produzione dell'azienda negli anni a venire.
Proprio da un disegno di Enzo Scarpa sarà realizzata negli anni ottanta la Gondola stilizzata che diventerà uno dei simboli della “Pauly & C. - Compagnia Venezia Murano”.
La collaborazione con Enzo Scarpa durò, un trentennio, fino agli anni '90 quando il professore si ritirò in pensione.
Negli anni '70 “Pauly & C - Compagnia Venezia Murano” affidò parte della propria produzione al maestro vetraio Licio Zanetti che disegnò e produsse eleganti oggetti in vetro dalle forme stilizzate.
Nel 1971 il pittore Libero Vitali disegnò una serie unica di opere scultoree moderne, che furono realizzate sempre dal maestro Licio Zanetti. Le opere furono esposte in due personali dell'artista nel 1972 e nel 1973 ed ebbero un importante riscontro negli ambienti artistici dell'epoca.

## Gli anni ottanta e novanta
Negli anni ottanta la produzione del vetro di Murano tende ad industrializzarsi, molte vetrerie attuano una produzione di massa per accontentare una richiesta sempre maggiore di prodotti a minor prezzo, in questo contesto la “Pauly & C - Compagnia Venezia Murano” decide di proseguire unicamente con una produzione artigianale legata ai maestri vetrai ed agli artisti.
"Pauly & C - Compagnia Venezia Murano" tra le poche firme di Murano mantiene la produzione di oggetti classici riproponendo disegni storici e rivisitazioni moderne degli stessi, pur continuando la collaborazione con artisti e designer nella produzione di opere artistiche dalle linee moderne.
Importanti allestimenti realizzati dalla "Pauly & C - Compagnia Venezia Murano" negli anni '80 e che ancora oggi è possibile vedere sono: l'illuminazione delle sedi della Ferruzzi Finanziaria, proprietaria della Montedison, a Ravenna ed a Parigi; in occasione del restauro, l'illuminazione interna dell'antico Palazzo Bezzi, a Ravenna,; l'allestimento luce, nel quartiere residenziale di Kuwait City, per il palazzo della famiglia Al Assawi, per il quale, in particolare, è stato prodotto ed installato nel salone principale un lampadario "Stile Rezzonico" di sei metri d'altezza e quattro metri di diametro, a 320 luci.
Tra il 1996 ed il 1997 “Pauly & C - Compagnia Venezia Murano” ha realizzato una collezione di oggetti disegnati dall'architetto romano Franz Prati. Una collezione nata, come affermò lo stesso Franz Prati, con l'obiettivo di realizzare di progettare opere al riparo dalla serialità della produzione industriale dilagante in quegli anni.
Nel 1997, in occasione della mostra sulla tavola a Mantova “Casa Mantegna”, inizia una collaborazione con lo stilista Romeo Gigli. Durante la mostra “Pauly & C. - Compagnia Venezia Murano” presenta una serie unica di arredi per la tavola disegnati dallo stilista.
Sul finire degli anni novanta hanno disegnato collezioni esclusive per “Pauly & C - Compagnia Venezia Murano” lo stilista ed artista berlinese Heinz Oestergaard, la designer Maria Teresa Lorella Gnutti, la designer svedese Berit Johansson, che ancora oggi collabora con l'azienda disegnando oggetti d'arredamento caratterizzati dall'uso ardito dei colori.

## Il nuovo secolo
Nel 2000 “Pauly & C. - Compagnia Venezia Murano” realizza una serie di opere in vetro dello scultore veneziano Livio de Marchi.
Nel 2002 “Pauly & C. - Compagnia Venezia Murano” vuole rendere omaggio al maestro Alfredo Barbini da poco scomparso. Alla mostra dal titolo “Voliera” furono esposte una collezione limitata ed esclusiva di sculture in vetro di volatili, disegnate da Berit Johansson, e dai designers Francesco dei Rossi e Norberto Moretti.
Nel 2005 inizia il lavoro di recupero delle opere accumulate nell'ultimo secolo nella collezione privata ed immagazzinate nelle stanze e nelle soffitte di Palazzo Trevisan Cappello e vengono riportate alla luce opere storiche di immenso valore. 
Nello stesso anno, per la prima volta nella sua storia la “Pauly & C. | Compagnia di Venezia e Murano” apre al pubblico la sua collezione privata ed in collaborazione con Sotheby's organizza un'asta che vede la presenza di opere di artisti e vetrerie quali: Alfredo Barbini, Barovier & Toso, MVM Cappellin& C., Venini, Cenedese, Napoleone Martinuzzi, Ermanno Nason, Salviati, Seguso, Carlo Scarpa e Vittorio Zecchin.
Ad inizio 2008 “Pauly Glass Factory”, marchio che caratterizza la linea legata all'arte moderna, ha iniziato una collaborazione con il pittore cinese Xiao Fan Ru, che ha disegnato una serie di piante ornamentali ispirate alla sua opera Cento Fiori, e con il pittore francese Aristide Najean.
Nel dicembre 2018, Pauly 1866, MVM Cappellin, e C.V.M. Compagnia Venezia Murano vengono acquisite dall'azienda veneziana iDOGI, che opera da più di 50 anni nel settore del vetro artistico.

## I musei
Le opere della Pauly & C. | Compagnia di Venezia e Murano sono oggi presenti in molte collezioni private ed esposte in alcuni dei principali musei del mondo:
- Victoria & Albert Museum di Londra
- Metropolitan Museum of Art di New York
- Cantor Arts Center della Università di Stanford in California
- Corning Museum of Glass di New York[2]
- Museo del vetro di Murano
- Collezione storica della Fondazione Cassa di Risparmio di Venezia.

## Citazioni
"Straordinariamente agili e leggeri erano i gesti umani intorno a quelle eleganti creature del fuoco, dell'alito e del ferro, come i gesti d'una danza silenziosa" - Il fuoco (D'Annunzio)
In questo passaggio, D'Annunzio racconta la visita all'amico e maestro vetraio Isidoro Seguso presso la fornace di Pauly & C. | CVM